# Eddie Baily
Pour les articles homonymes, voir Baily.
Edward Francis « Eddie » Baily est un footballeur anglais, né le 6 août 1925 à Clapton, et mort le 13 octobre 2010. Il évolue au poste de Second attaquant de la fin des années 1940 au début des années 1960.
Formé à Tottenham Hotspur avec qui il est Champion d'Angleterre en 1951, un après le titre en division 2, il joue ensuite à Port Vale, Nottingham Forest et Leyton Orient, où il met un terme à sa carrière en 1960.
Sélectionné à neuf reprises pour cinq buts inscrits avec l'Angleterre, il dispute la Coupe du monde 1950.

## Carrière
- 1946-1956 : Tottenham Hotspur  Angleterre
- 1956 : Port Vale  Angleterre
- 1956-1958 : Nottingham Forest  Angleterre
- 1958-1960 : Leyton Orient  Angleterre[2]

## Palmarès
- 9 sélections et 5 buts avec l'équipe d'Angleterre de 1950 à 1952
- Champion d'Angleterre en 1951 avec Tottenham Hotspur
- Vice-Champion d'Angleterre en 1952 avec Tottenham
- Champion d'Angleterre de D2 en 1950 avec Tottenham